# Бон-Жезус (Риу-Гранди-ду-Сул)
Бон-Жезус (порт. Bom Jesus)  —  муниципалитет в Бразилии, входит в штат Риу-Гранди-ду-Сул. Составная часть мезорегиона Северо-восток штата Риу-Гранди-ду-Сул. Входит в экономико-статистический  микрорегион Вакария. Население составляет 11 843 человека на 2007 год. Занимает площадь 2 625,681 км². Плотность населения — 4,2 чел./км².

## История
Город основан 16 июля 1913 года. 

## Статистика
- Валовой внутренний продукт на 2003 составляет 105.903.463,00 реалов (данные: Бразильский институт географии и статистики).
- Валовой внутренний продукт на душу населения на 2003 составляет 9.205,00 реалов (данные: Бразильский институт географии и статистики).
- Индекс развития человеческого потенциала на 2000 составляет 0,750 (данные: Программа развития ООН).

## География
Климат местности: субтропический. В соответствии с классификацией Кёппена, климат относится к категории Cfb.